# Бонте, Морис
Морис Марсель Бонте (фр. Maurice Marcel Bonté; 22 сентября 1904, Зоннебеке, Западная Фландрия, Бельгия — 24 апреля 1958, Кон-Кур-сюр-Луар, Бургундия — Франш-Конте, Франция) — бельгийский военный, член движения «Сражающаяся Франция» в годы Второй мировой войны.

## Биография
Из крестьян, бельгиец по национальности. В сентябре 1939 года вступил на службу в Французский Иностранный легион. Сперва был направлен в 1-й иностранный пехотный полк в Алжире, в марте 1940 года переведен в 13-ю десантную бригаду Иностранного легиона. В его составе весной 1940 года принял участие в Норвежской кампании (Битва при Нарвике и Бьёрвике) против немцев.
Эвакуированный в Великобританию с экспедиционным корпусом, принял решение продолжить с июля 1940 года борьбу в рядах Сражающейся Франции.
В составе 13-й полубригады Иностранного легиона участвовал в сентябре 1940 года в операции под Дакаром, затем в кампаниях в Эритрее против итальянцев (март-май 1941) и Сирии против итальянцев. В июне-июле 1941 года с силами режима Виши.
Капрал с сентября 1941 года, сражался в Ливии в составе 1-й бригады «Свободная Франция» и, в частности, в битве при Бир-Хакейме. В октябре 1942 года получил звание старшего капрала. В конце октября 1942 года во время боёв у Эль-Аламейна в Египте получил первое осколочное ранение в лодыжку. Это не помешало ему перевязывать раненых товарищей и помогать другим встать в строй перед эвакуацией в медсанбат.
Излечившись, вернулся в свою часть в конце января 1943 года и принял участие в конце тунисской кампании, прежде чем продолжить сражаться в Италии с апреля по июнь 1944 года. Участвовал в высадке союзников в августе 1944 года и принял участие в боях за освобождение юго-востока Франции и долины Роны.
В сентябре 1944 года получил звание сержанта и отличился в Вогезах. 5 ноября 1944 года был тяжело ранен во время штурма высоты 1013. Долго был в госпитале, в начале 1946 года демобилизовался. Работал в сельском хозяйстве.
Умер во Франции.

## Награды
- Орден Освобождения (Франция)
- Воинская медаль (Франция)
- Военный крест 1939—1945
- Колониальная медаль (Франция) с планками «Эритрея», «Ливия», «Бир-Хакейм», «Тунис»
- Памятная медаль Сирия-Киликия
- Медаль «За военное ранение» (Франция)